# Tornquist (Buenos Aires)
Pour les articles homonymes, voir Tornquist.
Tornquist est une localité argentine située dans le partido homonyme, dans la province de Buenos Aires.

## Histoire
La localité de Tornquist a été fondée le 17 avril 1883 par le pionnier Ernesto Tornquist, à la suite d'une colonie agricole prospère composée d'immigrants d'origine allemande, dont des contingents d'Allemagne et d'importants groupes d'Allemands de la Volga. Les familles allemandes de la Volga suivantes se sont installées à Tornquist : Becker, Beier (de la colonie de Kamenka), Burghardt, Dietrich (de Mariental), Dumrauf (de Hölzel), Fritz (de Preuss), Fuhr (de Dehler), Heim, Holzmann, Ostertag, et Rausch.

## Démographie
La localité compte 6 473 habitants (Indec, 2010), ce qui représente une augmentation de 6,7 % par rapport au recensement précédent de 2001 qui comptait 6 066 habitants.